# Australiscutum hunti
Espèce
Australiscutum hunti est une espèce d'opilions eupnois de la famille des Neopilionidae.

## Distribution
Cette espèce est endémique d'Australie. Elle se rencontre au Queensland vers Traveston et Springbrook et en Nouvelle-Galles du Sud dans les monts McPherson, la forêt d'État de Wiangaree et les monts Tweed.

## Description
Le mâle holotype mesure 4,23 mm et la femelle paratype 4,93 mm.

## Systématique et taxinomie
Cette espèce a été décrite par Taylor en 2009.

## Étymologie
Cette espèce est nommée en l'honneur de Glenn S. Hunt.

## Publication originale
- Taylor, 2009 : « Australiscutum, a new genus of Monoscutidae (Arachnida: Opiliones) from eastern Australia, with the first record of asymmetrical chelicerae in Opiliones. » Insect Systematics & Evolution, vol. 40, no 4, p. 319-332.